# Campionato asiatico e oceaniano femminile under 23 di pallavolo
Il campionato asiatico e oceaniano femminile under 23 di pallavolo è una competizione pallavolistica, organizzata dall'AVC, per squadre nazionali asiatiche e oceaniane, riservata a giocatrici con un'età inferiore di 23 anni.

## Edizioni
| Edizione      | Edizione      | Podio    | Podio          | Podio         |
| Anno          | Organizzatore | Campione | Seconda        | Terza         |
| ------------- | ------------- | -------- | -------------- | ------------- |
| 2015 Dettagli | Filippine     | Cina     | Thailandia     | Corea del Sud |
| 2017 Dettagli | Iran          | Giappone | Thailandia     | Vietnam       |
| 2019 Dettagli | Vietnam       | Cina     | Corea del Nord | Vietnam       |

## Medagliere
| Pos. | Squadra        | 1º posto | 2º posto | 3º posto | Totale |
| ---- | -------------- | -------- | -------- | -------- | ------ |
| 1    | Cina           | 2        | -        | -        | 2      |
| 2    | Giappone       | 1        | -        | -        | 1      |
| 3    | Thailandia     | -        | 2        | -        | 2      |
| 4    | Vietnam        | -        | -        | 2        | 2      |
| 5    | Corea del Nord | -        | -        | 1        | 1      |
| 5    | Corea del Sud  | -        | -        | 1        | 1      |